# Power footwork
Il Power Footwork è uno stile del b-boying promosso dalla fine degli anni ottanta dal b-boy italiano The Next One (Maurizio Cannavò). Questo approccio al b-boying prevede l'esecuzione di passi di footwork altamente veloci ma al contempo fluidi. Molto utilizzo quindi di spazzate con le gambe (Legwork) in modo da far divenire un footwork come una powermove. Il power footwork esprime potenza e dinamicità ma anche leggerezza ed equilibrio, doti essenziali nell'arte del b-boying.